# Jacques-Joachim Trotti de La Chétardie
Jacques-Joachim Trotti marchese de La Chetardie (3 ottobre 1705 – Hanau, 1º gennaio 1759) è stato un diplomatico francese.
Apparteneva ad una nobile famiglia francese, ed essendo figlio di un diplomatico di Luigi XV, giovanissimo entrò nel corpo d'ambasciata francese.
Nel 1727 fu ambasciatore a Londra, poi ad Amsterdam, in Prussia e nel 1749 a Torino.
Nel 1739 divenne ambasciatore in Russia e fu tra gli ideatori del colpo di Stato, capeggiato da Michail Illarionovič Voroncov, che portò al trono Elisabetta di Russia.
Nel 1743 fu di nuovo nella capitale russa, dove prese parte agli intrighi di Giovanna di Holstein-Gottorp e di Jean Armand de Lestocq contro Alexey Bestuzhev-Ryumin. La sua corrispondenza fu intercettata e divulgata all'imperatrice, che ne ordinò l'espulsione dall'impero.
Tornato in patria, prese parte alla battaglia di Rosbach; successivamente fu castellano di Hanau, dove spirò il 1º gennaio 1759.
Il marchese fu decorato con l'Ordine di Sant'Andrea e l'Ordine di Sant'Anna.